# Herman Lukoff
Herman Lukoff (Filadelfia, 2 maggio 1923 – Bryn Mawr, 24 settembre 1979) è stato un informatico statunitense, pioniere dei computer e membro dell'IEEE.

## Biografia
Lukoff è nato a Filadelfia, in Pennsylvania, da Aaron e Anna (Slemovitz) Lukoff. Si è laureato alla Moore School of Electrical Engineering presso l'Università della Pennsylvania nel 1943. Mentre era alla Moore School, ha contribuito a sviluppare i computer ENIAC e EDVAC.
Lukoff ha successivamente seguito i co-inventori ENIAC J. Presper Eckert e John W. Mauchly nella loro neonata Electronic Control Company, che è diventata Eckert-Mauchly Computer Corporation, e poi è diventata parte di Remington Rand nel 1950 e Sperry Corporation nel 1955. Ha anche assistito Eckert e Mauchly con lo sviluppo del computer UNIVAC ed è stato ingegnere capo dell'UNIVAC LARC dal 1955 al 1961. Rimase con la compagnia fino alla sua morte.
Lukoff morì di leucemia il 24 settembre 1979, al Bryn Mawr Hospital di Bryn Mawr, Pennsylvania. Al momento della sua morte, viveva a Fort Washington. Sepolto nello Shalom Memorial Park a Huntingdon Valley, in Pennsylvania, gli sopravvisse sua moglie, Shirley Rosner Lukoff; i suoi tre figli, Arthur, Barry e Andrew; e sua figlia, Carol.
Il libro di memorie di Lukoff, From Dits to Bits, descrive le sue esperienze come osservatore di prima mano della nascita dell'industria dei computer.